# Peter R. de Vries, misdaadverslaggever
Peter R. de Vries, misdaadverslaggever was een Nederlands televisieprogramma dat in zijn eerste jaren werd uitgezonden door RTL 4 en later door SBS6. De presentatie van het programma was in handen van Peter R. de Vries, die tijdens de eerste twee seizoenen werd bijgestaan door Vivian Boelen. In het programma worden oude en nieuwe misdrijven onderzocht aan de hand van reconstructies.

## Geschiedenis
De Vries begon als misdaadjournalist voor dagblad De Telegraaf en voor programma's van de publieke omroepvereniging TROS. De term misdaadverslaggever werd hem opgeplakt door collega's bij De Telegraaf en is sindsdien onlosmakelijk met zijn naam verbonden.
In 1995 werd De Vries adviseur en commentator van het TROS-programma Deadline. Toen hij nog datzelfde jaar zijn werkzaamheden voor dat programma beëindigde, werd hem door John de Mol Produkties BV gevraagd zelf een misdaadprogramma te gaan presenteren voor de commerciële zender RTL 4, onder de titel Peter R. de Vries, misdaadverslaggever. Hij presenteerde het de eerste twee seizoenen samen met Vivian Boelen.
Het programma werd vanaf 10 oktober 1995 uitgezonden door RTL 4, vervolgens werd het drie jaar later overgenomen door de eveneens commerciële zender SBS6.
Als een van de grootste successen in de geschiedenis van het programma kan worden gezien dat er een herziening kwam in de Puttense moordzaak. Deze leidde in 2002 tot vrijspraak van de twee verdachten in deze strafzaak, na meer dan veertig uitzendingen en jarenlang onderzoek.
In 2008 won het programma een Emmy Award voor de uitzending De bekentenis van Joran van der Sloot.
De Vries kwam echter in een kwade reuk te staan toen zijn oude werkgever dagblad De Telegraaf op 13 november 2009 publiceerde dat hij het merendeel (75%) van de royalty's van zijn boek over de ontvoering van Alfred Heineken afstond aan ontvoerder Cor van Hout. Van dit boek werden bijna 300.000 exemplaren verkocht.
Op 3 juni 2012 werd het programma afgesloten met een dubbele aflevering, waarvan de laatste een terugblik op de loop van en een kijkje achter de schermen bij het programma gaf.

## Bekende dossiers
- De verdwijning van Natalee Holloway, met ruim 7 miljoen kijkers het best bekeken SBS6-programma ooit. Verder was het de best bekeken niet-sportuitzending ooit in Nederland.[3] De uitzending werd ook uitgezonden op het Belgische kanaal VIJFtv[4] en op het Amerikaanse ABC.[5]
- De moord op Peter Smit
- De moord op Christel Ambrosius (Puttense moordzaak)
- De Affaire-Bruinsma met Mabel Wisse Smit en Charlie da Silva
- De moord op Marianne Vaatstra
- De dood van Nicky Verstappen